# Tetsuya Nomura
Tetsuya Nomura (野村 哲也, Nomura Tetsuya, Kōchi, 8 de octubre de 1970) es un diseñador de personajes y director de videojuegos japonés, que desde 1992 trabaja para la compañía desarrolladora de videojuegos Square Enix. Antes de empezar a trabajar para Square Enix, Tetsuya Nomura trabajaba en una empresa en la cual diseñaba anuncios publicitarios. Empezó a trabajar en Square Enix tras haber visto una oferta de trabajo de la compañía en una revista, se dirigió a la empresa, mostró su portafolio y lo contrataron.
Su primer trabajo en la compañía empezaría con Final Fantasy V (1992), él se encargaría en este juego del diseño del bestiario. Cuando empezó el desarrollo de Final Fantasy VI (1994), Nomura sería uno de los directores de gráficos junto a otros artistas como Tetsuya Takahashi, Kasuko Shibuya y Hideo Minaba. Tras haber trabajado en estos dos títulos, Tetsuya Nomura empezaría a implicarse de pleno en Final Fantasy VII (1997), planteando junto a Hironobu Sakaguchi la idea original del juego, aunque el argumento principal de Final Fantasy VII finalmente fue reescrito por Yoshinori Kitase y Kazushige Nojima. Además de plantear la idea original del juego, Nomura también se encargaría del diseño de personajes de Final Fantasy VII, a partir de su participación en este título, Tetsuya Nomura empezó a alcanzar reconocimiento.
Los próximos años trabajaría también como diseñador de personajes en Final Fantasy VIII (1999), Final Fantasy X/X-2 (2001/2003), Final Fantasy XI (2002), Final Fantasy XIII/XIII-2/Lightning Returns (2009/2011/2013), Final Fantasy Type-0 (2011) y Final Fantasy XV (2016) (no en su totalidad, ya que Roberto Ferrari también fue diseñador de personajes en el juego).
Nomura también ha trabajado para otros videojuegos de Square Enix aparte de la saga Final Fantasy, entre ellos: Kingdom Hearts (director, creador de la historia principal y diseño de personajes), The World Ends With You (Director y diseñador de personajes), Parasite Eve (diseñador de personajes), Brave Fencer Musashi (ilustrador de personajes), The Bouncer(diseñador de personajes).
Tetsuya Nomura debutó como director en el año 2000 con la saga de videojuegos Kingdom Hearts, el juego sería una colaboración entre Square Enix y Disney, haciendo del juego un «crossover». El universo Kingdom Hearts uniría los mundos de Final Fantasy y Disney, pero el juego contaría con sus personajes originales, mundos originales e historia original. Tetsuya Nomura se encargaría de escribir la historia principal y diseñar los personajes, además de dirigir el juego. En un principio Kingdom Hearts iba a ser un juego dirigido a un público infantil con un planteamiento muy simple, pero Hironobu Sakaguchi le comentó a Nomura que si no afrontaba el título con la misma ambición que con la saga Final Fantasy el juego sería un fracaso, fue entonces cuando Nomura decidió empezar a desarrollar la historia dándole un tono más oscuro y adulto.
Tetsuya Nomura estaba un poco inseguro, no sabía si el proyecto iba a gustar o no, decidió igualmente incluir un final secreto en el juego para ver la reacción de la gente ante la posibilidad de una secuela.
Kingdom Hearts salió a la venta el 28 de marzo de 2002, fue tal el éxito que a día de hoy ya existen ocho juegos de Kingdom Hearts (diecinueve contando las versiones Final Mix, remakes y remasterizaciones): Kingdom Hearts (2002), Kingdom Hearts Final Mix (2004), Kingdom Hearts: Chain of Memories (2004), Kingdom Hearts Re: Chain Of Memories (2007), Kingdom Hearts 1.5 HD Remix (2013), Kingdom Hearts II (2005), Kingdom Hearts II Final Mix (2007), Kingdom Hearts 358/2 Days (2009), Kingdom Hearts Birth by Sleep (2010), Kingdom Hearts Birth by Sleep Final Mix (2011), Kingdom Hearts: Coded (2008), Kingdom Hearts Re: Coded (2010), Kingdom Hearts HD 2.5 ReMIX (2014), Kingdom Hearts 3D: Dream Drop Distance (2012), Kingdom Hearts X[chi] (2013), Kingdom Hearts Unchained X[chi] (2015), Kingdom Hearts 2.8 Final Chapter Prologue (2017), Kingdom Hearts 1.5+2.5 Remix (2017), Kingdom Hearts III (2019).
Tetsuya Nomura durante la E3 2013 anunció que el desarrollo de Kingdom Hearts III había empezado, el juego salió a la venta el 26 de enero de 2019 en Japón y el 29 del mismo mes a nivel mundial.
Tetsuya Nomura, después del éxito logrado con la saga Kingdom Hearts, sería escogido como director para Final Fantasy Versus XIII, juego perteneciente a la «Fabula Nova Crystallis» de Final Fantasy junto a Final Fantasy XIII/XIII-2/Lightning Returns y Final Fantasy Type-0 (Agito XIII). Final Fantasy Versus XIII no avanzaba de la manera deseada, hubo un tiempo en el que se pensó que el juego había sido cancelado, hasta que en la E3 2013 Nomura mostró un tráiler en el que el juego pasaba de Final Fantasy Versus XIII a una entrega numerada de la franquicia, Final Fantasy XV. Más tarde se anunció el cambio de director del juego, Tetsuya Nomura le cedió el puesto a Hajime Tabata para centrarse de lleno en el desarrollo de Kingdom Hearts III.
En la E3 2015 se anunció una versión de Final Fantasy VII en el que Tetsuya Nomura es el director, actualmente el juego sigue en desarrollo. Se ha publicado la primera parte del juego después de haberse dividido el propio videojuego en capítulos. 
Actualmente sus principales trabajos son Kingdom Hearts IV (en desarrollo desde 2021-2022) y Final Fantasy VII Rebirth (lanzado el 29 de febrero del 2024).

## Críticas
Mientras que sus ilustraciones y estilo fueron elogiados por muchos fans de Final Fantasy, especialmente las legiones de fans nuevos que descubrieron la serie con el lanzamiento de Final Fantasy VII, Tetsuya Nomura ha sido criticado por los fans del diseñador de personajes original: Yoshitaka Amano. Los fans de Nomura lo defienden por como estuvo profundamente implicado con Final Fantasy antes de Final Fantasy VII, especialmente su implicación en la creación de los populares personajes Shadow y Setzer Gabbiani para Final Fantasy VI, que ambos fueron reajustados por Amano para el juego en sí mismo. Sus fans también han observado que Amano utilizó los diseños de Final Fantasy para otros fines mientras que Nomura era muy cauteloso sobre usar Vivi de Final Fantasy IX (así como Setzer, del cual Nomura reconoce a Amano como el diseñador) como personaje en Kingdom Hearts II porque Nomura no es completamente su diseñador. Junto con el lanzamiento de Kingdom Hearts II, vino el uso de algunos de los personajes originales de Final Fantasy creados por Amano. Por ejemplo Setzer Gabbiani de Final Fantasy VI fue incluido. Puesto que Final Fantasy VI fue un juego estupendo de Super Famicom, y era de dos dimensiones con el detalle limitado, el nuevo diseño del personaje fue hecho por Nomura, alterando totalmente el aspecto y la actitud del personaje. En el juego original, era llamativo, pero también absolutamente soberbio, y vestía oscuro. En Kingdom Hearts II, es absolutamente ostentoso, causando muchos enfados entre algunos fans. En el año 2000, Nomura indicó en una entrevista que a él le gustaría trabajar con Nintendo, lo que causó una cierta controversia puesto que durante ese tiempo Squaresoft no trabajaba abiertamente con Nintendo. Square publicó una declaración que los comentarios de Nomura no representaron los planes y las políticas de la compañía. Irónicamente, Nintendo y Square se reconciliaron algunos años más tarde lo que condujo al lanzamiento de Final Fantasy: Crystal Chronicles así como numerosos RPG de Square para Nintendo.
Quizás una de las grandes críticas de Nomura es que acercó la saga a los otakus con sus personajes más estilo manga que los de Amano, lo cual ha despertado rivalidades entre ciertos sectores de jugadores que no admiten que se haga cosplay de estos personajes, entre otras cosas.
La controversia entre los fans se suele incitar en que los Yoshitaka Amano es un artista de verdad y tanto sus diseños de personajes, como sus pinturas se consideran arte y varias de sus obras se han visto en museos, mientras que los diseños de Nomura tiran para un estilo más anime y algunos fans dicen muchos de sus diseños son muy parecidos. Estas controversias no parecen afectar la relación entre ambos, considerándose entre ellos verdaderos artistas, cosa que tampoco deja indiferente a Yoshida, diseñador de los personajes de Ivalice Alliance.

## Trabajos
| Año  | Título                                                          | Plataforma                                                                                      | Rol |
| ---- | --------------------------------------------------------------- | ----------------------------------------------------------------------------------------------- | --- |
| 1991 | Final Fantasy IV                                                | SNES                                                                                            | Special thanks (T. Nomura), debugger                                                                              |
| 1992 | Final Fantasy V                                                 | SNES, PlayStation, PlayStation Portable                                                         | Battle graphics design, monster designs                                                                           |
| 1994 | Final Fantasy VI                                                | SNES, PlayStation                                                                               | Graphic director, monster design, character design (Setzer & Shadow)                                              |
| 1994 | Live A Live                                                     | SNES                                                                                            | Tosa-ben translation                                                                                              |
| 1995 | Front Mission                                                   | SNES, WonderSwan Color                                                                          | Graphic designer                                                                                                  |
| 1995 | Chrono Trigger                                                  | SNES, PlayStation, Nintendo DS, DoJa, Nintendo Wii, PlayStation Portable, PS Vita, Android, iOs | Field graphic, marketing advertiser                                                                               |
| 1996 | Super Mario RPG: Legend of the Seven Stars                      | SNES                                                                                            | Special thanks, optional boss design (Culex)                                                                      |
| 1996 | DynamiTracer                                                    | SNES                                                                                            | Concept design, character design                                                                                  |
| 1997 | Final Fantasy VII                                               | PlayStation, Windows                                                                            | Character design, monster design, scenario concept, battle visual director                                        |
| 1998 | Xenogears                                                       | PlayStation                                                                                     | Citan Uzuki's first concept ideator, part of the team in early development                                        |
| 1998 | Ehrgeiz: God Bless the Ring                                     | PlayStation, arcade                                                                             | Character supervisor, concept design                                                                              |
| 1998 | Parasite Eve                                                    | PlayStation                                                                                     | Main character design                                                                                             |
| 1998 | Brave Fencer Musashi                                            | PlayStation                                                                                     | Character illustration                                                                                            |
| 1999 | Chocobo Racing                                                  | PlayStation                                                                                     | Special thanks |
| 1999 | Final Fantasy VIII                                              | PlayStation, Windows                                                                            | Character design, monster design, battle visual director                                                          |
| 1999 | Parasite Eve II                                                 | PlayStation                                                                                     | Character illustration                                                                                            |
| 1999 | Final Fantasy Anthology                                         | PlayStation                                                                                     | Battle graphics design, monster designs; Graphic director, monster design, character design (Setzer & Shadow)     |
| 2000 | The Bouncer                                                     | PlayStation 2                                                                                   | Character designer                                                                                                |
| 2001 | Final Fantasy X                                                 | PlayStation 2                                                                                   | Character designer                                                                                                |
| 2002 | Kingdom Hearts                                                  | PlayStation 2                                                                                   | Director, concept design, main character designer, storyboard designer, base story                                |
| 2002 | Final Fantasy XI                                                | PlayStation 2, Windows                                                                          | Hume and Elvaan and NPC character design, Vana'diel illustration                                                  |
| 2003 | Final Fantasy X-2                                               | PlayStation 2                                                                                   | Main character designer                                                                                           |
| 2003 | Front Mission 1st                                               | PlayStation                                                                                     | Graphic designer                                                                                                  |
| 2004 | Before Crisis: Final Fantasy VII                                | DoJa                                                                                            | Concept, character design                                                                                         |
| 2004 | Kingdom Hearts: Chain of Memories                               | Game Boy Advance                                                                                | Director, concept design, scenario supervisor, character designer, historia                                       |
| 2004 | Dragon Quest & Final Fantasy in Itadaki Street Special          | PlayStation 2                                                                                   | Support to Development Division 1                                                                                 |
| 2005 | Musashi: Samurai Legend                                         | PlayStation 2                                                                                   | Main character designer                                                                                           |
| 2005 | Final Fantasy VII: Advent Children                              | Película                                                                                        | Director, character designer, historia                                                                            |
| 2005 | Last Order: Final Fantasy VII                                   | OVA                                                                                             | Supervising director                                                                                              |
| 2005 | Kingdom Hearts II                                               | PlayStation 2                                                                                   | Director, concept design, historia, 2D character art: main artist                                                 |
| 2006 | Dirge of Cerberus: Final Fantasy VII                            | PlayStation 2                                                                                   | Character designer                                                                                                |
| 2006 | Mario Hoops 3-on-3                                              | Nintendo DS                                                                                     | Graphic supervisor                                                                                                |
| 2006 | Dirge of Cerberus Lost Episode: Final Fantasy VII               | Amp'd Mobile, Verizon                                                                           | Character designer                                                                                                |
| 2006 | Monotone                                                        | NTT Docomo                                                                                      | Concept design, character design, creative producer                                                               |
| 2006 | Final Fantasy V Advance                                         | Game Boy Advance, iOS, Android                                                                  | Monster design |
| 2006 | Final Fantasy VI Advance                                        | Game Boy Advance, iOS, Android                                                                  | Graphics supervisor                                                                                               |
| 2006 | Dragon Quest & Final Fantasy in Itadaki Street Portable         | PlayStation Portable                                                                            | Cooperation in Final Fantasy part                                                                                 |
| 2007 | The World Ends with You                                         | Nintendo DS, Nintendo Switch iOS, Android                                                       | Creative producer, character designer                                                                             |
| 2007 | Crisis Core: Final Fantasy VII                                  | PlayStation Portable                                                                            | Creative producer, character designer                                                                             |
| 2007 | Final Fantasy Tables: Chocobo Tales                             | Nintendo DS                                                                                     | Special thanks |
| 2007 | Final Fantasy Tables: Chocobo's Dungeon                         | Nintendo Wii                                                                                    | Special thanks |
| 2007 | Kingdom Hearts Re:Chain of Memories                             | PlayStation 2                                                                                   | Director, concept design, scenario supervisor, character designer, story                                          |
| 2007 | Final Fantasy (versión de PSP)                                  | PlayStation Portable                                                                            | Monster design supervisor                                                                                         |
| 2008 | Kingdom Hearts: Coded                                           | DoJa                                                                                            | Director, concept design, historia                                                                                |
| 2008 | Dissidia Final Fantasy                                          | PlayStation Portable                                                                            | Creative producer, character designer                                                                             |
| 2008 | Ellark                                                          | DoCoMo, AU, SoftBank                                                                            | Character design, creator's design: demon equipment                                                               |
| 2008 | Sigma Harmonics                                                 | Nintendo DS                                                                                     | Special thanks |
| 2009 | Kingdom Hearts 358/2 Days                                       | Nintendo DS                                                                                     | Director, concept design, story, 2D art: main artist                                                              |
| 2009 | Final Fantasy XIII                                              | PlayStation 3, Xbox 360, Windows                                                                | Main character designer                                                                                           |
| 2009 | Inazuma Eleven 2: Firestorm                                     | Nintendo DS                                                                                     | Digital production                                                                                                |
| 2010 | Kingdom Hearts: Birth by Sleep                                  | PlayStation Portable                                                                            | Director, concept design, historia, 2D art: main artist                                                           |
| 2010 | Kingdom Hearts Re:Coded                                         | Nintendo DS                                                                                     | Director, concept design, historia, 2D art: main artist                                                           |
| 2010 | Mario Sports Mix                                                | Nintendo Wii                                                                                    | Special thanks |
| 2010 | The 3rd Birthday                                                | PlayStation Portable                                                                            | Creative producer, character designer, concept design                                                             |
| 2010 | Lord of Arcana                                                  | PlayStation Portable                                                                            | Illustrations |
| 2011 | Dissidia 012 Final Fantasy                                      | PlayStation Portable                                                                            | Creative producer, character designer                                                                             |
| 2011 | Final Fantasy Type-0                                            | PlayStaion Portable                                                                             | Creative producer, character designer                                                                             |
| 2011 | Final Fantasy XIII-2                                            | PlayStation 3                                                                                   | Main character designer                                                                                           |
| 2012 | Theatrhythm Final Fantasy                                       | Nintendo 3DS                                                                                    | Creative producer                                                                                                 |
| 2012 | Kingdom Hearts 3D: Dream Drop Distance                          | Nintendo 3DS                                                                                    | Director, concept design, historia, 2D art: main artist                                                           |
| 2013 | Final Fantasy: All the Bravest                                  | Android, iOS                                                                                    | Creative producer, concepto original                                                                              |
| 2013 | Kingdom Hearts χ                                                | Navegador web                                                                                   | Director |
| 2013 | Lightning Returns: Final Fantasy XIII                           | PlayStation 3, Xbox 360                                                                         | Main character designer                                                                                           |
| 2013 | Kingdom Hearts HD 1.5 ReMIX                                     | PlayStation 3                                                                                   | Director, concept design, main character designer, storyboard designer, base story                                |
| 2013 | Final Fantasy X \| X-2: HD Remaster                             | PlayStation 3, PS Vita, PlayStation 4, Windows, Xbox One, Nintendo Switch                       | Character designer                                                                                                |
| 2014 | Theatrhythm Final Fantasy: Curtain Call                         | Nintendo 3DS                                                                                    | Creative producer                                                                                                 |
| 2014 | Final Fantasy Record Keeper                                     | Windows, iOS, Android                                                                           | Creative producer, character design, concept designer                                                             |
| 2014 | Gunslinger Stratos 2                                            | Windows, Arcade                                                                                 | "Riccardo Martini" and "Sakura Ayanokoji" character design                                                        |
| 2014 | Puzzle & Dragons Battle Tournament                              | Arcade                                                                                          | Main character designer                                                                                           |
| 2014 | Super Smash Bros. for Nintendo 3DS and Wii U                    | Nintendo 3DS, Wii U                                                                             | Character creator and designer (2015 Cloud Strife DLC)                                                            |
| 2014 | Kingdom Hearts HD 2.5 ReMIX                                     | PlayStation 3                                                                                   | Director, concept design, story, 2D character art: main artist                                                    |
| 2014 | Final Fantasy Explorers                                         | Nintendo 3DS                                                                                    | Final Fantasy character supervisor                                                                                |
| 2014 | Monster Hunter 4: Ultimate                                      | Nintendo 3DS                                                                                    | Special collaboration                                                                                             |
| 2015 | Mobius Final Fantasy                                            | iOS, Android                                                                                    | Collaborative event support                                                                                       |
| 2015 | Rampage Land Rankers                                            | iOS, Android                                                                                    | Character designer                                                                                                |
| 2015 | Kingdom Hearts Unchained χ / Union χ                            | iOS, Android, Fire OS                                                                           | Director |
| 2015 | Dissidia Final Fantasy NT                                       | PlayStation 4, Windows, Arcade                                                                  | Creative producer, character designer                                                                             |
| 2015 | Monster Hunter: Generations                                     | Nintendo 3DS                                                                                    | Design (special collaboration DLC)                                                                                |
| 2015 | Final Fantasy XIV: Heavensword                                  | PlayStation 3, PlayStation 4, Windows                                                           | Special thanks |
| 2016 | Theatrhythm Final Fantasy: All-Star Carnival                    | Arcade                                                                                          | Creative producer, character designer                                                                             |
| 2016 | World of Final Fantasy                                          | PlayStation 4, PS Vita, Windows                                                                 | Creative producer, character designer                                                                             |
| 2016 | Final Fantasy XV                                                | PlayStation 4, Xbox One, Windows                                                                | Lyrics, original concept, main character designer                                                                 |
| 2016 | Final Fantasy: Brave Exvius                                     | iOS, Android                                                                                    | Special thanks |
| 2016 | Tekken 7                                                        | Arcade, PlayStation 4, Xbox One, Windows                                                        | Main character design (2018 Noctis Lucis Caelum DLC)                                                              |
| 2017 | Dissidia Final Fantasy: Opera Omnia                             | iOS, Android                                                                                    | Creative producer, character designer                                                                             |
| 2017 | Kingdom Hearts HD 1.5 + 2.5 ReMIX                               | PlayStation 4, Xbox One, Windows                                                                | Director, concept design, main character designer, storyboard designer, base story, 2D character art: main artist |
| 2017 | Kingdom Hearts HD 2.8: Final Chapter - Prologue                 | PlayStation 4, Xbox One, Windows                                                                | Director, concept design, story                                                                                   |
| 2017 | Final Fantasy XIV: Stormblood                                   | PlayStation 4, Windows                                                                          | Special thanks |
| 2017 | Terra Battle 2                                                  | Windows, iOS, Android                                                                           | Guardian character design                                                                                         |
| 2017 | Itadaki Street: Dragon Quest and Final Fantasy 30th Anniversary | PlayStation 4, PS Vita                                                                          | Final Fantasy character supervisor                                                                                |
| 2017 | Final Fantasy Dimensions II                                     | iOS, Android                                                                                    | Special thanks |
| 2017 | Xenoblade Chronicles 2                                          | Nintendo Switch                                                                                 | "Torna" character design                                                                                          |
| 2017 | World of Final Fantasy: Meli-Melo                               | iOS, Android                                                                                    | Creative producer, character design                                                                               |
| 2018 | Final Fantasy XV: Pocket Edition                                | Nintendo Switch, PlayStation 4, Xbox One, Windows, iOS, Android                                 | Lyrics, concepto original, main character design                                                                  |
| 2018 | Idol Fantasy                                                    | iOS, Android                                                                                    | Character design                                                                                                  |
| 2018 | Super Smash Bros. Ultimate                                      | Nintendo Switch                                                                                 | Character creator and designer (Cloud Strife, Sephiroth and Sora)                                                 |
| 2018 | Xenoblade Chronicles 2: Torna - The Golden Country              | Nintendo Switch                                                                                 | Main character design                                                                                             |
| 2018 | World of Final Fantasy: Maxima                                  | Nintendo Switch, Xbox One                                                                       | Producer |
| 2019 | Kingdom Hearts III                                              | PlayStation 4, Xbox One                                                                         | Director, concept design, historia, main 2D character designer                                                    |
| 2019 | Final Fantasy XIV: Shadowbringers                               | PlayStation 4, Windows                                                                          | Guest character/boss designer                                                                                     |
| 2019 | Final Fantasy VIII: Remastered                                  | PlayStation 4, Xbox One, Nintendo Switch, Windows, iOS, Android                                 | Character design                                                                                                  |
| 2020 | Final Fantasy VII Remake                                        | PlayStation 4                                                                                   | Director, concept design, creador de personajes                                                                   |
| 2020 | Kingdom Hearts III: Re:Mind                                     | PlayStation 4, Xbox One                                                                         | Director, concept design, historia                                                                                |
| 2020 | Kingdom Hearts: Dark Road                                       | iOS, Android, Fire OS                                                                           | Director, concept design, story, character designer                                                               |
| 2020 | Kingdom Hearts: Melody of Memory                                | PlayStation 4, Xbox One, Nintendo Switch, Windows                                               | Director, concept design, story, character designer                                                               |
| 2020 | War of the Visions: Final Fantasy Brave Exvius                  | iOS, Android                                                                                    | Special thanks |
| 2021 | Final Fantasy VII: The First Soldier                            | iOS, Android                                                                                    | Creative director, character designer                                                                             |
| 2021 | Neo: The World Ends With You                                    | PlayStation 4, Nintendo Switch, Windows                                                         | Creative producer, character designer                                                                             |
| 2021 | Final Fantasy VII Remake - Intergrade                           | PlayStation 5, Windows                                                                          | Director, concept design, creador de personajes                                                                   |
| 2021 | Final Fantasy XIV: Endwalker                                    | PlayStation 4, PlayStation 5, Windows                                                           | Special thanks |
| 2021 | Final Fantasy Pixel Remaster                                    | PlayStation 4, Nintendo Switch, Windows                                                         | Special thanks |
| 2022 | Stranger of Paradise: Final Fantasy Origin                      | PlayStation 4, PlayStation 5, Xbox One, Xbox Series, Windows                                    | Concept, creative producer, character designer                                                                    |
| 2022 | Crisis Core: Final Fantasy VII Reunion                          | PlayStation 4, PlayStation 5, Xbox One, Xbox Series, Nintendo Switch, Windows                   | Creative director, character designer                                                                             |
| 2023 | Theatrhythm Final Bar Line                                      | PlayStation 4, Nintendo Switch                                                                  | Creative director                                                                                                 |
| 2023 | Final Fantasy VII: Ever Crisis                                  | iOS, Android, Windows                                                                           | Creative director                                                                                                 |
| 2023 | Super Mario RPG (remake)                                        | Nintendo Switch                                                                                 | Character supervisor, optional boss design (Culex), special thanks                                                |
| 2024 | Final Fantasy VII Rebirth                                       | PlayStation 5                                                                                   | Creative director, concept design, character designer                                                             |
| TBA  | Kingdom Hearts Missing-Link                                     | iOS, Android                                                                                    | Director, concept design, story, character designer                                                               |
| TBA  | Kingdom Hearts IV                                               | Sin especificar                                                                                 | Director, concept design, story, character designer                                                               |
| TBA  | Final Fantasy VII Remake Part III (working title)               | Sin especificar                                                                                 | Creative director, concept design, character designer                                                             |

## Películas
- Final Fantasy VII: Advent Children (2005)